# سنقر أباد (ميانة)
سنقر أباد هي قرية في مقاطعة ميانة، إيران. يقدر عدد سكانها بـ 435 نسمة بحسب إحصاء 2016.